# Louis Le Pelletier
Dom Louis Le Pelletier (Le Mans, 20 de enero de 1663 - Landévennec, 23 de noviembre de 1733) fue un religioso benedictino maurista y lingüista francés. 

## Vida
Con dieciocho años de edad tomó los votos en el monasterio de Saint-Florent de Saumur, perteneciente a la congregación de San Mauro de la Orden de San Benito.  Además de los estudios ordinarios, aprendió griego y hebreo por su cuenta, y cuando la orden le trasladó a la abadía de Saint-Mathieu de Fine-Terre, en Bretaña, aprovechó para estudiar la lengua bretona. Simultáneamente ejerció como capitán de guardacostas, colaborando con las autoridades en la vigilancia del litoral francés.  
Su facilidad para los idiomas motivó que sus superiores le enviaran a París para trabajar en una nueva edición del glosario latino de Du Cange, en el que estuvo trabajando bajo la dirección de su correligionario Nicolas Toustain, pero descontento de la vida parisina regresó a Bretaña, donde durante el resto de su vida estuvo dedicado a la elaboración de sus obras en la abadía de Landévennec hasta que en sus años finales se vio impedido por dolorosos ataques de gota y cálculos renales.

## Obra

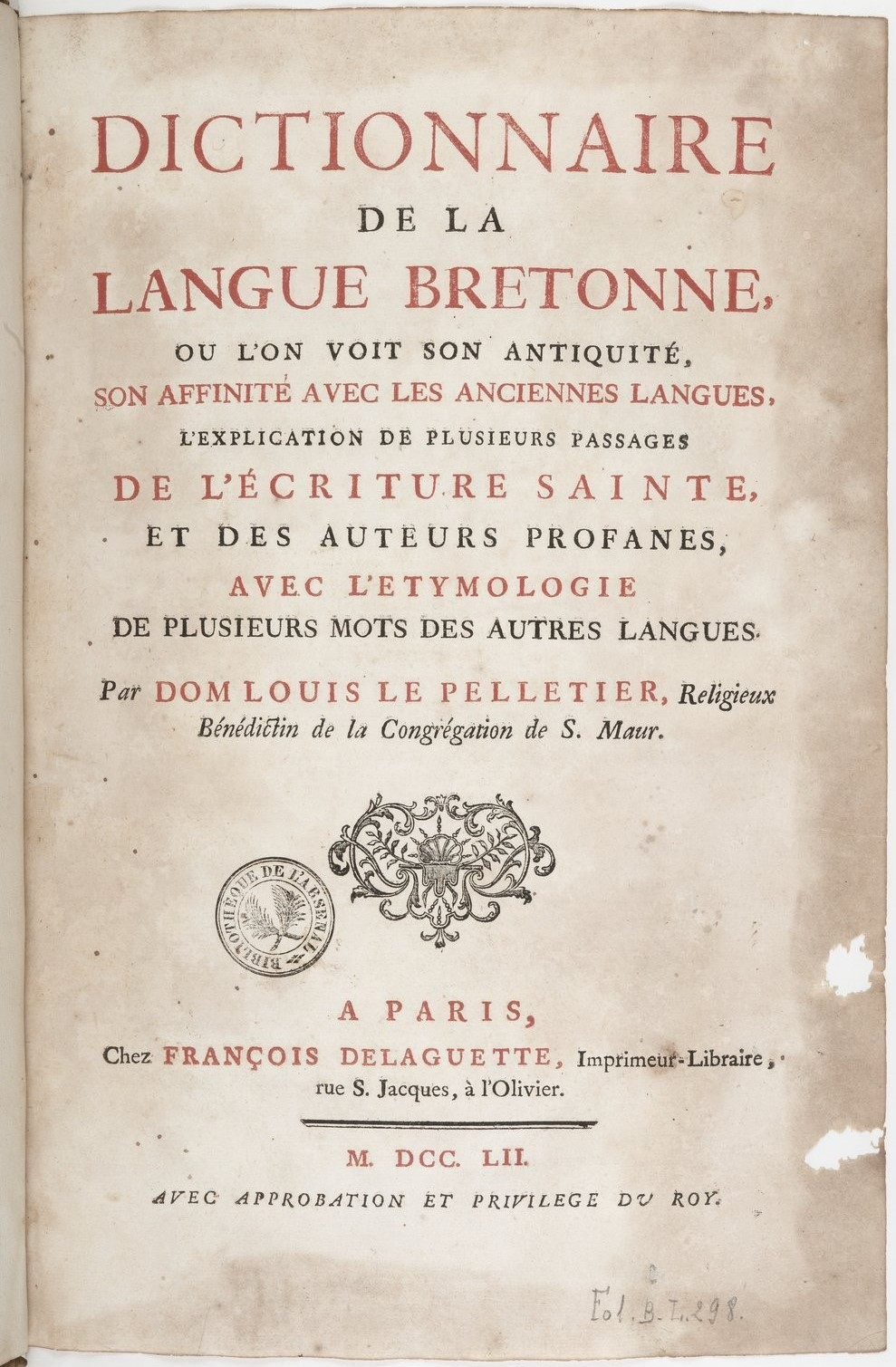
Portada del Diccionario de la lengua bretona.

Su mayor y casi única obra fue un diccionario etimológico de la lengua bretona titulado Dictionnaire de la Langue Bretonne, où l’on voit son Antiquité, son Affinité avec les anciennes langues, l’Explication de plusieurs passages de l’Ecriture Sainte, et des Auteurs profanes, avec l’Etymologie de plusieurs mots des autres langues, cuya composición le llevó 25 años.
En 1725 el canciller Henri François d'Aguesseau quiso publicarla, pero por desavenencias con los impresores, Le Pelletier renunció a darla a la imprenta. Tras su muerte, lo intentó Pierre-Hyacinthe Morice de Beaubois, pero fallecido también éste, fue Charles Taillandier quien finalmente la sacó en París en 1752. 
Dejó escritas también unas notas críticas a la edición que Jean Martianay había hecho de las obras de San Jerónimo.